# Speak Now
Speak Now é o terceiro álbum de estúdio da artista musical estadunidense Taylor Swift, lançado no dia 25 de outubro de 2010 através da Big Machine Records e do Universal Music Group. O disco foi divulgado dois anos depois do álbum Fearless (2008), um grande sucesso de vendas por parte de Swift. Suas composições foram assinadas exclusivamente pela cantora, enquanto suas produções foram realizadas por ela mesma em parceria com Nathan Chapman. A intérprete classificou Speak Now como um álbum conceitual sobre as coisas não ditas que ela queria entregar aos sujeitos de suas canções. 
Usando composições confessionais, Speak Now aborda principalmente o desgosto e reflexões sobre relacionamentos rompidos, e algumas faixas foram inspiradas pelo estrelato crescente de sua intérprete aos olhos do público para confrontar seus críticos e adversários. Derivado principalmente do country pop, suas canções incorporam estilos proeminentes do rock, e suas melodias são caracterizadas por instrumentos acústicos entrelaçados com guitarras elétricas, bateria e orquestra de cordas. As gravações do projeto ocorreram entre 2008 e 2010, em estúdios de gravação em Nashville, Hollywood e Bowling Green. 
Os críticos musicais especializados, em sua maioria, elogiaram Speak Now por suas melodias amigáveis ao rádio e envolvimento emocional. Alguns deles acharam que as letras representavam a maturidade de Swift no início da vida adulta, mas vários outros perceberam as faixas de confronto como superficiais. O trabalho foi incluído na lista dos cinquenta melhores álbuns femininos de todos os tempos compilada pela Rolling Stone em 2012; assim, a intérprete, com 22 anos na época da publicação, tornou-se a cantora mais jovem da história a ter um disco na lista. Comercialmente, conseguiu um grande destaque de vendas em seus primeiros meses de comercialização, estreando na primeira posição da parada musical americana Billboard 200 com vendas iniciais de 1 milhão e 47 mil cópias, o que marcou a maior semana de vendas de todos os tempos para um disco country de uma artista feminina, superando Up! (2002), da canadense Shania Twain. Ele também atingiu excelentes índices de vendas em países como o Canadá, a Austrália e o Brasil, obtendo discos de ouro e platina nessas e em outras diversas regiões ao redor do mundo. 
Seis singles oficiais e algumas canções promocionais foram lançadas. O primeiro, "Mine", cujo lançamento ocorreu em 4 de agosto de 2010, obteve um bom desempenho nas paradas musicais de países como Estados Unidos e Canadá. Em 5 de outubro do mesmo ano, Swift divulgou a faixa-título "Speak Now" como single promocional da obra, obtendo um destaque moderado nas paradas porém sendo bastante elogiada pelos críticos. Nas semanas seguintes, ela divulgou as faixas "Back to December" e "Mean", inicialmente também lançadas como faixas promocionais, mas que foram semanas depois anunciadas como o segundo e terceiro singles do material, respectivamente. "The Story of Us", "Sparks Fly" e "Ours" foram enviadas as rádios como os três singles seguintes do disco, e alcançaram sucesso moderado nos Estados Unidos e Canadá. As faixas bônus "If This Was a Movie" e "Superman" também foram liberadas como canções promocionais, e fizeram aparições apenas nas paradas estadunidenses. A divulgação de Speak Now foi feita através de diversas apresentações realizadas por Swift em programas de televisão, rádio, concertos especiais e embarcou em sua segunda turnê mundial, a Speak Now World Tour (2011-12). Em 2023, após uma disputa acerca da posse de seus masters, foi lançada uma regravação do álbum, intitulada Speak Now (Taylor's Version). 

## Antecedentes

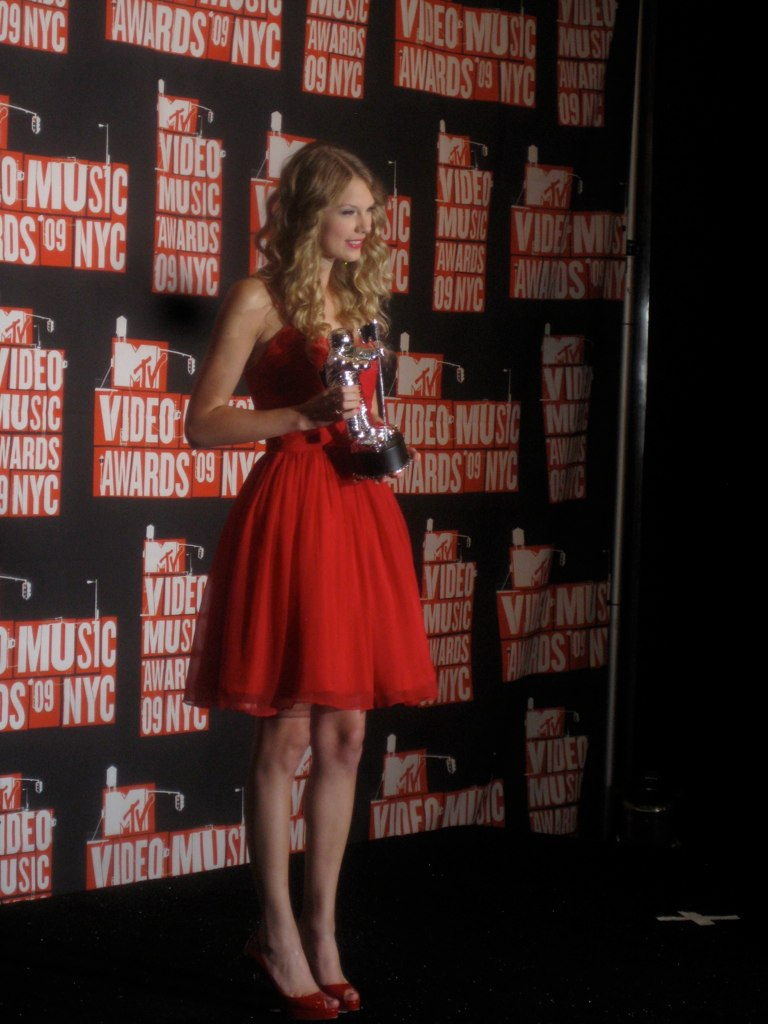
Swift posando para fotos com seu prêmio nos MTV Video Music Awards de 2009

Taylor Swift lançou seu segundo álbum de estúdio Fearless pela Big Machine Records, de Nashville, em novembro de 2008. Nos Estados Unidos, o material passou 11 semanas em primeiro lugar na parada Billboard 200, a mais longa permanência de uma artista feminina de country. No fim de 2009, com apenas 20 anos, ela tornou-se a artista mais jovem a ter o disco mais comprado do ano no país, desde que a Nielsen SoundScan começou a monitorar as vendas de álbuns em 1991. Dois dos singles do projeto, "Love Story" e "You Belong with Me", tiveram um bom desempenho nas rádios country e pop e trouxeram a cantora à proeminência do mainstream. "Love Story" e "You Belong with Me" tornaram-se as primeiras músicas country a alcançar o primeiro lugar nas paradas Mainstream Top 40 e Radio Songs, respectivamente. Na 52.ª edição dos Grammy Awards, realizado em fevereiro de 2010, Fearless ganhou, entre vários outros prêmios, o principal da noite; o de Álbum do Ano.
No mesmo evento, Swift cantou "You Belong with Me" e "Rhiannon" com Stevie Nicks; alguns críticos comentaram que Swift se apresentou com vocais fracos. Contudo, o sucesso de Fearless fez dela uma das mais bem sucedidas estrelas da música country a cruzar para o mercado mainstream. Nos MTV Video Music Awards de 2009 — onde a cantora ganhou o prêmio de Melhor Vídeo Feminino por "You Belong with Me" —, o rapper Kanye West interrompeu seu discurso de aceitação; o incidente recebeu ampla cobertura da mídia e ficou conhecido como "Kanyegate". A MTV News comentou que o incidente nos MTV Awards transformou a artista em uma "celebridade mainstream genuína", e o The New York Times disse que foi revigorante ver uma cantora e compositora talentosa como ela "cometer um erro ocasional". A artista começou a escrever para seu terceiro álbum de estúdio imediatamente após lançar Fearless e continuou durante sua Fearless Tour em 2009 e 2010.

## Escrita e gravação
Por causa de sua extensa agenda de shows, Swift escreveu seu terceiro álbum sozinha: "Eu tinha minhas melhores ideias às 3:00 da manhã no Arkansas, e eu não tinha um co-escritor por perto, então eu sozinha terminava. Isso se repetia em Nova Iorque e depois novamente em Boston e em Nashville". Inspirada por seu crescimento na idade adulta, ela concebeu Speak Now como um álbum conceitual sobre as coisas que ela queria contar a certas pessoas que conheceu, mas nunca teve a chance. Assim como em suas composições em discos anteriores, a musicista se esforçou para transmitir honestidade emocional com detalhes tão específicos quanto possível, acreditando que é importante para um compositor fazer isso. Ela descreveu suas canções como "pedaços de um diário" sobre suas emoções que a ajudaram a navegar na vida adulta. Além disso, escolheu não seguir a tendência de artistas de sua idade em fazer música cada vez mais sexualizada e acreditava que tal caminho seria incongruente com sua visão artística. Ela escreveu cerca de 25 músicas e, no início de 2010, começou a selecionar quais iriam integrar o projeto. Para garantir que o mesmo fosse coerente, ela tocou as músicas para sua família, amigos e o produtor Nathan Chapman, que a produzia desde seu álbum de estreia (2006).
Embora o sucesso comercial de Fearless tenha permitido que Swift contratasse um grupo maior de produtores, ela escolheu trabalhar apenas com Chapman porque acreditava que eles tinham um relacionamento produtivo. O processo de gravação começou com uma fita demo; ela gravou os vocais e tocou guitarra, e ele cantou vocais de apoio e tocou outros instrumentos. Depois de arranjar as demos, Swift e Chapman abordaram outros engenheiros e músicos para ajustar alguns elementos, incluindo overdubs e programação de bateria. A primeira faixa que ele produziu com ela em Speak Now foi "Mine", que eles gravaram em cinco horas. Por causa de sua autonomia artística, Chapman disse que ele era responsável por "60 por cento das músicas do álbum, incluindo 90 por cento das guitarras". Grande parte de sua produção para Speak Now é idêntica à de Fearless; ele programou a bateria com o software Superior Drummer, da Toontrack, tocou bateria no teclado Roland Fantom G6, adicionou guitarras elétricas aos arranjos, gravou os vocais de Swift com um microfone Avantone CV12 e seus vocais de apoio com um Shure SM57, produziu o baixo com um pré-amplificador Avalon VT737 e usou o CLASP System da Endless Audio para sincronizar sua edição no Pro Tools e no Logic. Por causa do apelo country da intérprete, ele pediu a outros músicos, principalmente em Nashville, que substituíssem sua programação de bateria por bateria ao vivo e adicionassem instrumentos acústicos como violino. Por exemplo, o produtor pediu a Steve Marcantonio para adicionar a bateria programada em "Mine" no Blackbird Studios em Nashville. Para algumas faixas, incluindo "Back to December", Swift e sua equipe foram ao Capitol Studios, em Los Angeles, para gravar a orquestração de cordas.
Após o término da gravação, Justin Niebank mixou o álbum em um Pro Tools nos Blackbird Studios; ele já havia mixado algumas faixas de Fearless. Em três semanas, Niebank terminou de mixar 17 faixas, incluindo 14 na edição padrão e três faixas bônus na edição deluxe. Como a intérprete queria que Speak Now tivesse uma comunicação direta com seu público, Niebank infundiu reverberação monoaural inspirada na música produzida nos anos 1950 e 1960 na mixagem para evocar uma vibração "vintage" e "retrô" que, de acordo com Niebank, trouxe uma sensação de autenticidade. Hank Williams masterizou as gravações. Como grande parte da obra foi gravado e mixado em Nashville, Niebank acreditava que isso o destacava entre os álbuns populares que foram manipulados com as tecnologias contemporâneas Auto-Tune e Melodyne. Embora Chapman fosse responsável por grande parte da produção, ele disse que o crédito de co-produção de Swift "não é um crédito de vaidade. Éramos realmente uma equipe, muito colaborativa".
As gravações e Speak Now ocorram em Hollywood, na Califórnia; em Nashville; e em Bowling Green, no Kentucky. Contou, ainda, com a produção executiva de Scott Borchetta e o auxílio da própria Swift e de músicos como Paul Buckmaster, que foi o responsável pelo arranjamento da orquestra presente em "Back to December" e "Haunted". Inicialmente se chamaria Enchanted, porém segundo Borchetta esse título não era suficientemente adequado a temática da obra. Durante uma entrevista para a Billboard, o produtor executivo revelou que o título inicial foi proposto pela própria artista. Ele declarou: "Estávamos almoçando e ela de repente começou a tocar várias novas canções pra mim. Em seguida, eu olhei pra ela como quem dizia: "Taylor, esse álbum não é mais sobre contos de fada e o colegial. Você não está mais neles, e não acho que ele deva se chamar Enchanted". Segundo Borchetta, Swift deixou a mesa onde almoçavam logo em seguida e só voltou momentos depois, já com o título oficial do disco, que de acordo com o produtor "chega o mais perto possível de representar a evolução em sua carreira [da cantora] e seu entendimento ainda imaturo do mundo".

## Estrutura musical
Speak Now foi escrito com base no gênero country pop e incorpora elementos proeminentes da música pop comercial, mais do que Fearless. Os críticos debateram o gênero do álbum. A revista Paste o descreveu como uma mistura de country e pop amigável ao rádio com construções climáticas e ganchos cativantes. A Entertainment Weekly classificou-o como pop e comentou que os únicos elementos country é seu "saboroso e delicado toque de banjo". De acordo com a BBC Music, Speak Now se inclina para o pop rock. A temática lírica da obra parte da temática de contos de fadas e romance estrelado de Fearless, explorando a introspecção e reflexões sobre relacionamentos rompidos. Ao evitar referências sexuais em suas canções, o álbum manteve a imagem de "boa menina" de Swift intacta. Algumas faixas foram inspiradas pela experiência pública dela, incluindo relacionamentos passados com celebridades de alto perfil, que receberam atenção da mídia durante o lançamento promocional do disco. As letras confessionais de Speak Now são mais diretas e confrontacionais do que aquelas dos álbuns anteriores da musicista. A primeira faixa do álbum é "Mine". Ela dura 3min52s e foi composta em um andamento moderado. Suas letras falam sobre a dinâmica no romance entre duas pessoas que estão no início da vida e ainda tem medo de errar ou sofrem com a incapacidade de expressar seus sentimentos um ao outro. Vibra a 120 batidas por minuto e foi escrita em sol maior, com os vocais de Swift chegando até uma oitava e variando entre as notas dó e ré. "Sparks Fly" foi escrita em ré menor com os vocais de Swift atingindo duas oitavas, indo de fá a dó. Sua letra fala sobre um intenso amor vivido pela cantora, no qual ela pede que seu pretendente "largue tudo agora" por ela. "Back to December", terceira faixa da obra, bate 72 vezes por minuto e marca a primeira vez que ela é ouvida pedindo desculpas em uma música. Como resultado, na balada arrebatadora, ela assumi o fato de que deixou um lindo relacionamento escapar e como gostaria de poder voltar no tempo e mudar a maneira como as coisas aconteceram. Foi escrita em ré maior, com os vocais da cantora se expandindo em uma oitava, da nota fá sustenido para lá.
"Speak Now", a faixa-título do álbum, tem sua melodia feita através de um violão, e traz em sua letra a história de uma garota que tenta impedir o garoto que ela ama de casar-se com a mulher errada. A inspiração para sua composição surgiu a partir de uma história contada a Swift por uma de suas melhores amigas, que era apaixonada por um garoto que estava prestes a casar-se com outra. É uma faixa de andamento moderado, que bate à frequência de 120 vezes por minuto e foi escrita em sol maior. Nela, os vocais de Swift atingem duas oitavas, indo da nota lá até ré. Sua progressão harmônica demonstra uma grande semelhança entre ela e "You Belong With Me". "Dear John", a quinta faixa de Speak Now, foi escrita em mi maior e usa da anedota das cartas enviadas pelas companheiras dos soldados da Segunda Guerra Mundial para escrever seu diário conturbado de memórias do seu relacionamento com o também cantor John Mayer, que disse ter se sentido "humilhado" com sua letra. "Mean" sofre claras influências da música country em sua melodia. Essas influências tornam-se ainda mais evidentes devido a presença de alguns elementos específicos na melodia da obra, como por exemplo o som do banjo. Seu lirismo, discorre sobre as pessoas que subjulgaram o talento de Swift, afirmando que ela jamais seria uma grande artista. Foi escrita em mi maior, e traz os vocais da intérprete alcançando uma oitava e um 4º, variando entre as notas sol sustenido e dó sustenido.
"The Story of Us" dura 4min27s, sendo a primeira das faixas do álbum a se distanciar do country pop, indo nesse caso para o pop rock. Sua letra foi inspirada em um encontro de Swift com um ex-namorado (supostamente Mayer) durante a edição de 2010 do CMT Music Awards, no qual eles estavam precisando falar um com o outro mas estavam distantes, separados por seus assentos, algo semelhante a situação descrita na letra. Ela foi escrita em mi maior e gravada com um metrônomo de 138 batidas por minuto. Nela, os vocais da cantora atingem notas entre fá sustenido e si. Em "Never Grow Up" e "Enchanted", a musicalidade do álbum assume um andamento mais lento que o da maioria das faixas anteriores. Essas canções foram compostas, respectivamente, em ré maior e lá bemol maior. Quanto ao lirismo de ambas; No primeiro verso de "Never Grow Up", a intérprete está falando com uma criança pequena, desejando poder protegê-la para sempre e impedi-la de envelhecer e se machucar. Já o segundo verso, é sobre uma garota de 14 anos que mal pode esperar para se mudar sozinha e ficar longe de sua mãe embaraçosa. Taylor a aconselha a se apegar à mãe e às coisas simples que não farão parte de sua vida mais tarde. "Enchanted", por sua vez, descreve lindamente um desses breves encontros com alguém onde tudo se encaixa. A experiência dura pouco, mas você a carrega com você sempre.
Em "Better Than Revenge", é uma fusão de country com punk, composta basicamente por uma guitarra agressiva que capta o "sangue fervendo" da letra, que fala de uma garota que roubou o namorado da cantora e da qual ela pretende se vingar. "Innocent", a décima-primeira faixa do álbum, foi instrumentada basicamente pelo violão e o piano. Sua letra foi supostamente escrita como uma resposta ao que ocorreu nos MTV Video Music Awards de 2009, com West. Na edição do ano seguinte do evento Swift performou "Innocent", o que soou como uma indireta para o cantor. A canção foi escrita em si menor, com os vocais da cantora atingindo as notas de mi a si. "Haunted" é a única faixa do disco que conta com a presença de uma orquestra em sua instrumentação. Ela foi escrita em ré menor, e mostra os vocais de Swift indo de fá à nota dó. A música é sobre quando uma pessoa em um relacionamento começa a se afastar e o sentimento de desamparo que domina a outra pessoa.
"Last Kiss" e "Long Live" são as duas últimas faixas da edição-padrão de Speak Now. "Last Kiss" dura 6min7s, o que supostamente seria uma referência à duração de uma ligação que Swift teria feito para o ex-namorado Joe Jonas, na qual ele teria terminado o relacionamento. Ela foi escrita em si bemol maior, com os vocais da cantora variando entre as notas ré e fá. Já "Long Live" foi escrita em sol maior, com os vocais de Swift indo de mi à dó. Outras três faixas estão presentes no segundo disco que compõe a edição deluxe do álbum. São elas: "Ours", "If This Was a Movie" e "Superman". "Ours" fala sobre as dificuldades impostas pela família de Swift em um de seus relacionamentos, que de nada importam para ela. Ela foi escrita em dó maior, com os vocais da cantora variando entre as notas mi e lá. "If This Was a Movie" fala sobre um relacionamento ao qual Swift deseja voltar, o qual ela quer que seja "como em um filme". "Superman" fala sobre um namorado de Swift que ela considera um "Super-Homem".

## Repercussão

### Crítica profissional
| Críticas profissionais | Críticas profissionais |
| Pontuações agregadas   | Pontuações agregadas   |
| Fonte                  | Avaliação              |
| ---------------------- | ---------------------- |
| Metacritic             | 77/100                 |
| Avaliações da crítica  |                        |
| Fonte                  | Avaliação              |
| Allmusic               | [ 30 ]                 |
| BBC Music              | Positiva               |
| Entertainment Weekly   | (B+)                   |
| Los Angeles Times      | [ 35 ]                 |
| Robert Christgau       | (A-)                   |
| Rolling Stone          | [ 74 ]                 |
| Slant Magazine         | [ 75 ]                 |
| Spin                   | 7/10                   |
| The Guardian           | [ 77 ]                 |
| Território da Música   | [ 78 ]                 |

Speak Now foi muito bem recebido pela crítica contemporânea após seu lançamento, com elogios direcionados à sua produção mais arranjada e pesada em comparação ao seu antecessor, além dos novos gêneros explorados na vertente country e da contínua habilidade de Swift como compositora. No agregador de resenhas Metacritic, que estabelece uma média de até 100 pontos com base nas avaliações dos críticos musicais, o álbum obteve 77 pontos de aprovação, que foram baseados em 20 resenhas recolhidas e indicaram "críticas geralmente favoráveis".
Stephen Thomas Erlewine, do portal musical AllMusic, deu ao disco quatro entre cinco estrelas e elogiou Swift pela maturidade de suas composições. Ele afirmou que escreve "a partir da perspectiva do momento, porém tem a habilidade de uma compositora mais experiente, articulando as contradições e as confissões com detalhes e melodias poderosos". Erlewine disse ainda que "Speak Now não representa um grande progresso desde Fearless, mas sim uma mudança sutil na direção do puro pop com algumas características country". Sua resenha foi concluída com a observação de que Swift "talvez não seja mais uma garota mas também não seja ainda uma mulher", contudo no álbum "ela capta essa transição com uma graça pessoal e uma habilidade que poucas cantoras/compositoras possuem". Matthew Horton, da BBC Music, também avaliou a obra de forma positiva, definindo-o como um "faiscado e afetável disco, levando Swift através de uma confiante e imponente marcha". Leah Greenblatt, do portal Entertainment Weekly, deu um (B-) a Speak Now e afirmou que "por trás da doçura da cantora se esconde uma habilidosa técnica" e que "o amor talvez a confunda, mas a arte da música certamente não".
Ann Powers, do Los Angeles Times, deu três entre quatro estrelas ao disco, afirmando que a variedade musical dele "se expande através do country pop e beira entre o rock e o sujo bubblegum pop popularizado por produtores como Dr. Luke", declarando ainda que a atenção dada por Swift aos detalhes é seu "ponto forte", e que em Speak Now "ela faz uma música memorável", com direito "as meias-notas em uma frase cantarolada e as imagens líricas que demonstram com precisão como é sentir-se desconfortável, desapontado ou feliz". Robert Christgau deu um (A-) para o álbum em sua crítica para o MSN Music e criticou o fato das canções do álbum serem "muito longas e trabalhadas", porém ainda assim afirmou que "mesmo em seu excesso de trabalho, elas [as músicas] demonstram um esforço que se assemelha ao cuidado - isto é, cuidado no melhor sentido, mais amplo e emocional". Dave Heaton, do PopMatters, deu ao álbum oito pontos em dez de aprovação, indicando (segundo a classificação do website) que o álbum é "excelente". Ele declarou que "tudo em Speak Now se preocupa em tornar nossas histórias as dela e as histórias dela as nossas" (referindo-se ao público e a cantora), além de também tê-lo definido como "um grande progresso desde seus últimos dois álbuns". Já Liz Stinson, da Paste Magazine, afirmou que "em Speak Now, Swift sussura seus segredos nos ouvidos de milhões de pessoas", e que ela "está crescendo, e suas composições também".

Speak Now reafirma Swift como uma estrela pop seguindo seu próprio caminho. Talvez ela não tenha a glória de Lady Gaga ou o sex appeal de Britney quando mais jovem, mas assim como Beyoncé, ela também quer alguém para pôr um anel nele [no dedo] - ainda mais se isso significar que o garoto vai conhecer seu pai e prometer amá-la para todo o sempre.

—Trecho da crítica emitida por Liz Stinson para a Paste Magazine.
Rob Sheffield, da revista Rolling Stone, deu ao álbum quatro entre cinco estrelas, definindo-o como "cerca de duas vezes melhor que Fearless, que por sua vez é cerca de duas vezes melhor que Taylor Swift". Jonathan Keefe, da Slant Magazine, deu a Speak Now três entre quatro estrelas e afirmou que o disco "não é nenhuma obra-prima pop, mas com certeza será aclamado como tal por alguns", concluindo sua avaliação ao dizer que "deve levar mais dois anos para que Swift desenvolva um álbum mais maduro, distante da perspectiva 'eu em primeiro lugar', e se Deus quiser, com um treinador vocal". Mikael Wood, da revista Spin, deu 7 pontos em 10 ao álbum e notou que nas letras mais marcantes dele, como as de "Dear John" e "Innocent", Swift refere-se direta ou indiretamente ao rapper Kanye West, e que nas letras em que ela não o cita a música acaba tornando-se "esquecível". Sam Sodomsky, da página musical Pitchfork, avaliou Speak Now com uma nota 8.2 e elogiou a produção mais forte comparada com a de seu antecessor, em especial nos arranjos, além das habilidades de Swift como compositora, concluindo: "[A] música era precisamente sobre estes momentos em que as suas fantasias não mais se aplicam à realidade, quando você precisa crescer, fazer uma escolha e viver com ela à sua maneira".
Alex Macpherson, do jornal The Guardian, deu quatro entre cinco estrelas ao material, afirmando que nele Swift vive um "dilema incomum", que se encontra na necessidade de "deixar as coisas de criança para trás, mantendo um equilíbrio entre a maturidade e a relatabilidade". Ele também disse que "às vezes, a auto-consciência de uma artista tentando forçar a si mesma à novos estilos aparece - mas na maioria das vezes, Speak Now é triunfante". Theon Webber, do The Village Voice, também fez uma crítica positiva ao disco, definindo-o como "leve e fofinho" e afirmando que ele "brinca de ser enjoativo". Webber disse ainda que "Speak Now prova que seu talento [o de Swift] está se expandindo em proporção à sua liberdade". Aaron M., da página on-line Território da Música, deu três estrelas das cinco máximas, avaliando que "o álbum segue a mesma fórmula [dos anteriores]: country pop, com os violões dominando os arranjos e refrãos grudentos de sobra. A única diferença está nas letras, mais maduras". O analista concluiu que "Speak Now é um bom álbum. Nem melhor, nem pior do que os anteriores, apenas traz exatamente o que o público espera de Taylor Swift".

### Reconhecimento
Speak Now foi listado por diversos críticos musicais como um dos melhores álbuns de 2010, além de ter sido premiado e indicado a várias categorias dos mais diversos de premiação eventos musical ao redor do planeta. A revista Rolling Stone apontou-o como o 13º melhor lançamento de 2010, enquanto Bill Lamb, do portal About.com, afirmou que ele era o melhor álbum pop do ano, definindo-o como "um documento musical altamente íntimo e pessoal, que atrai os ouvintes com seu humor e graciosidade". Allison Stewart do The Washington Post listou-o como o 10º melhor lançamento do ano em questão, ao passo que Jon Caramanica colocou-o na 2ª posição de seu top 10 dos melhores do ano, afirmando que "suas canções são mais diversificadas, sua imagem mais severa, sua lâmina mais afiada".
Jim Malec, crítico do American Noise, listou Speak Now como o 6º melhor álbum country de 2010, chamando-o de "o mais corajoso" lançamento do ano. Ao realizarem a mesma listagem Dave Heaton e Steve Leftridge, do portal PopMatters, colocaram-o como o 5º melhor material do gênero lançado em 2010, enquanto Erin Duvall, do The Boot, colocou-o na 2ª posição de sua lista. Em junho de 2012, Speak Now entrou para a lista dos "50 melhores álbuns femininos de todos os tempos" da edição norte-americana da revista Rolling Stone, ficando com o 45º lugar.
Além das listagens de fim de ano feitas pelos críticos, Speak Now também foi incluído em diversas premiações musicais ao redor do mundo. Em 2011, o álbum foi indicado a categoria de "Álbum Internacional do Ano" no Juno Awards, vindo a perder o prêmio para Teenage Dream, de Katy Perry. Ele também foi indicado a algumas categorias do Billboard Music Awards, incluindo as de "Melhor álbum da Billboard 200" e "Melhor álbum da Billboard Country Albums", vindo a vencer o último.
A obra também foi indicada a categoria de "Melhor Álbum Country" na 54ª edição do Grammy Awards, porém não obteve a vitória. No entanto a canção "Mean", que havia sido indicada as categorias de "Melhor Música Country" e "Melhor Performance Country Solo", acabou ganhando os dois prêmios aos quais concorreu. O disco também foi indicado a categoria de álbum do ano no Academy of Country Music Awards, no Country Music Association Awards e no American Country Awards, não obtendo a vitória em todos eles. Contudo, o álbum foi campeão na categoria "Álbum Country Favorito" do American Music Awards de 2011.

## Singles

### Oficiais

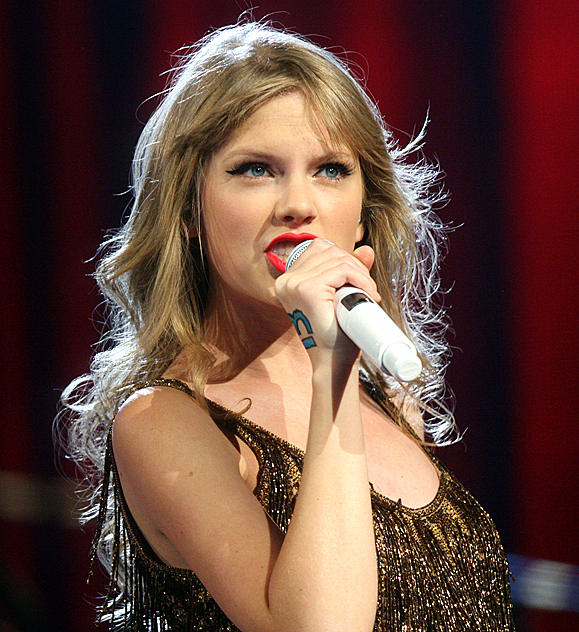
Swift interpretando "Sparks Fly" durante a Speak Now World Tour. A faixa foi escolhida como o quinto single do disco e obteve uma resposta satisfatória por parte do público e da crítica. Atingiu a 17ª posição da Billboard Hot 100 e o 1º lugar da Billboard Country Songs.

"Mine" foi a primeira canção do álbum divulgada como um dos singles. O anúncio de seu lançamento foi feito no dia 20 de julho de 2010, sendo inicialmente planejado para o dia 16 de agosto do mesmo ano porém ocorrendo doze dias antes, em 4 de agosto. Em sua semana de estreia, a faixa vendeu 297 mil downloads digitais pagos nos Estados Unidos, estreando na 1ª posição da Hot Digital Songs e no 3º lugar da Billboard Hot 100. Graças a esse debute, "Mine" tornou-se na época a canção com a oitava maior semana de vendas da história, conquistando ainda o status de faixa com a quarta maior semana de vendas do ano de 2010. Além desses dois recordes, a canção fez de sua intérprete a segunda artista na história (logo depois de Mariah Carey) a fazer duas estreias no top 5 da Billboard em um mesmo ano, uma vez que no início de 2010 o single "Today Was a Fairytale" havia estreado na 2ª colocação do Hot 100 estadunidense. Suas vendagens aproximadas em 2 milhões e 81 mil cópias em território estadunidense foram suficientes para certificá-la com um disco duplo de platina, emitido pela Recording Industry Association of America (RIAA) após a ultrapassagem da marca de 2 milhões de exemplares distribuídos no país.
"Back to December" foi lançada como o segundo single do álbum no dia 15 de novembro de 2010. Ela já havia sido liberada para download pago através do iTunes desde o dia 12 do mês anterior, como parte da contagem regressiva para o lançamento de Speak Now. A faixa foi muito bem recebida pela crítica, sendo descrita como "uma elegante balada" e tendo sua letra apontada como uma referência ao relacionamento da cantora com o ator Taylor Lautner. Nas paradas dos Estados Unidos, atingiu a 6ª posição da Billboard Hot 100 após vender cerca de 242 mil downloads digitais pagos em sua semana de estreia, garantindo ainda a liderança da Hot Digital Songs. Graças a suas vendas no formato digital, recebeu um disco de platina da RIAA, indicando vendas acima de 1 milhão de cópias nos Estados Unidos.
"Mean" foi lançada como o terceiro single oficial do álbum no dia 7 de março de 2011, mesmo já tendo sido liberada para download pago em 19 de outubro do ano anterior. Estreou na 11ª posição da Billboard Hot 100 graças as vendas de mais 163 mil cópias em sua primeira semana de distribuição nos Estados Unidos. Alguns meses após o lançamento, a canção foi certificada com um disco de platina pela RIAA apontando vendas acima de 1 milhão de unidades no país, sendo essa a décima-terceira faixa de Swift a alcançar tal feito. No Canadá, teve como posição de pico o 10º lugar da Canadian Hot 100 e vendeu mais de 40 mil unidades digitais, sendo premiada com um disco de ouro pela Music Canada.
"The Story of Us" foi enviada às rádios country como o quarto single de Speak Now no dia 19 de abril de 2011, no entanto, sua estreia na Billboard Hot 100 já havia ocorrido. A faixa debutou na parada estadunidense na mesma semana em que o álbum foi lançado, ocupando o 41º posto, sua posição de pico desde então. Nessa mesma semana foi registrada também sua estreia na Canadian Hot 100, ocupando a 70ª posição da lista. Seu videoclipe foi filmado em Nashville, Tennessee e durante as filmagens um tornado passou pela cidade, interrompendo temporariamente as filmagens.
"Sparks Fly" foi oficializada como o quinto single do disco no dia 18 de julho de 2011. Sua estreia e posição de pico na Billboard Hot 100 foram registradas em paralelo com o lançamento de Speak Now, quando a faixa vendeu 113 mil unidades digitais e atingiu a 17ª posição da parada norte-americana, unindo-se às demais canções de Swift que estreavam na mesma edição da lista, e estendendo o recorde de maior número simultâneo de faixas no Hot 100 estadunidense concedido a mesma. As vendas digitais da faixa ultrapassaram a marca de 500 mil cópias, fazendo com a RIAA emitisse mais um disco de ouro a cantora. A faixa também obteve destaque no Canadá, onde atingiu o 28º posto do ranking geral. Seu videoclipe apresenta trechos de diversas performances executadas por Swift durante a Speak Now World Tour.
"Ours" foi liberada como sexto e último single oficial de Speak Now no dia 8 de novembro de 2011. Atingiu a 13ª posição da Billboard Hot 100, vendeu cerca de 1 milhão 224 mil unidades digitais nos Estados Unidos e foi certificada com um disco de platina pela RIAA, indicando um nível de vendagens superior a 1 milhão de unidades.

### Promocionais
A faixa-título foi lançada como single promocional da obra no dia 5 de outubro de 2010, através do iTunes. Vendeu mais de 217 mil unidades de download digital em semana de estreia, atingindo o 8º lugar da Billboard Hot 100. Com essa estreia, Swift quebrou o recorde de maior número de entradas consecutivas no top 10 do Hot 100 estadunidense, cujo maior número era antes pertencente a Mariah Carey. Vendeu mais de 500 mil cópias nos Estados Unidos, suficientes para premiá-la com um disco de ouro, que foi emitido pela RIAA. No Canadá, teve como posição máxima o 8º lugar da Canadian Hot 100.
Em novembro de 2011, as duas canções restantes da edição deluxe de Speak Now que não haviam sido disponibilizadas para venda digital foram liberadas como singles promocionais através da iTunes Store. "If This Was a Movie" chegou ao décimo lugar da Billboard Hot 100 e atingiu a 17ª colocação da Canadian Hot 100, enquanto "Superman" ocupou o 26º posto do Hot 100 estadunidense e o 82º do canadense.

### Outras canções
Apesar de não terem sido lançadas como single's oficiais ou promocionais, várias canções presentes em Speak Now fizeram aparições nas paradas musicais dos Estados Unidos e do Canadá. As faixas "Dear John", "Never Grow Up", "Enchanted", "Better Than Revenge", "Innocent", "Haunted", "Last Kiss" e "Long Live" ocuparam respectivamente as 54ª, 84ª, 75ª, 56ª, 27ª, 63ª, 71ª e 85ª posições da Billboard Hot 100. Nos casos de "Dear John", "Enchanted", "Better Than Revenge", "Innocent", "Haunted" e "Last Kiss" houve ainda aparições na Canadian Hot 100, onde cada uma delas ocupou respectivamente os 68º, 95º, 73º, 53º, 61º e 99º lugares da lista.

## Lançamento, arte e promoção
Speak Now foi distribuído no formato de disco compacto (CD) e download digital no mundo inteiro entre os dias 25 de outubro e 23 de novembro de 2010, através do Universal Music Group e afiliados, como a Big Machine Records e a Mercury Records. Foi lançado nas versões padrão e deluxe, trazendo 14 faixas na primeira e 22 (mais 2 vídeos) na segunda. A capa do álbum foi mais uma vez fotografada por Joseph Anthony Baker, escolha da cantora para o trabalho. Novamente uma sessão realizada em estúdio, a câmera distancia-se ainda mais para revelar Swift quase de corpo inteiro, vestindo um volumoso vestido roxo que abrange toda a imagem. O cabelo, meticulosamente arrumado por um profissional, cai graciosamente em volta de seus ombros e suas costas nuas. O rosto, com os lábios vermelhos e olhos bem delineados, foge da naturalidade com que fomos apresentados inicialmente à cantora no encarte de seu primeiro álbum. A capa da edição padrão foi divulgada pelo US Weekly no dia 18 de agosto do mesmo ano, enquanto que a capa da versão deluxe a traz usando o mesmo vestido, porém na cor vermelha.

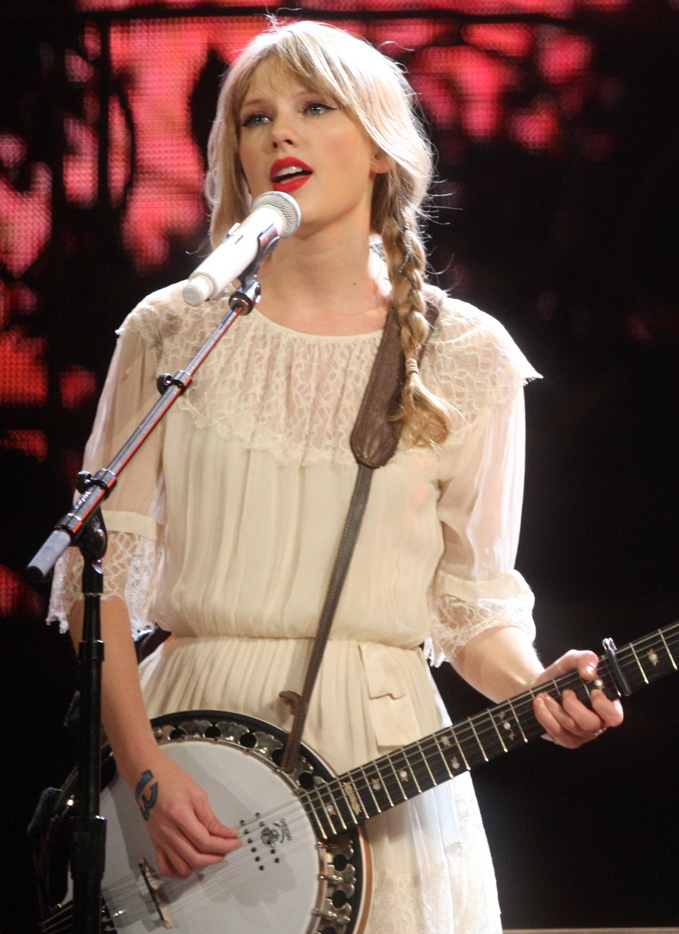
A artista durante um dos shows da Speak Now World Tour (2012).

A primeira apresentação oficial de divulgação de Speak Now ocorreu no dia 11 de junho de 2010, quando Swift interpretou "Mine" durante um show privado que foi filmado e transmitido pela ABC como parte do especial CMA Music Festival: Country's Night to Rock, exibido no 1º de setembro. A segunda performance foi realizada no dia 12, durante o MTV Video Music Awards daquele ano, onde interpretou "Innocent". Nos dias 5 e 21 do mês seguinte, "Mine" foi apresentada novamente, desta vez durante um dos episódios da 4ª edição do The X Factor Italia e durante um especial gravado para a BBC Radio 2, respectivamente. Entre essas duas apresentações, houve ainda a primeira realiada ao vivo de "Back to December", durante um showcase em Paris, França. Essa mesma canção foi novamente interpretada pela cantora nos dias 10 e 21 de novembro, durante o CMA Awards de 2010 e o AMA de 2010, respectivamente. Além destas duas faixas, outras canções contidas na obra também foram tocadas no ano seguinte; "Mean" foi apresentada ao vivo por Swift durante a 46.ª edição do ACM Awards, em um dos episódios do The Ellen DeGeneres Show e durante a 54ª edição dos Grammy Awards. Já "The Story of Us" e "Ours" foram cantadas durante um outro episódio do The Ellen DeGeneres Show e durante o CMA Awards de 2011, respectivamente.
Antes do lançamento do álbum foi realizada uma contagem regressiva através da iTunes Store, na qual uma música inédita foi liberada para compra digital em cada uma das três semanas que antecederam a divulgação oficial do material. A primeira canção lançada foi "Speak Now", cuja distribuição teve início no dia 5 de outubro. "Back to December" foi a segunda, tendo sua prévia liberada no dia 11 e a versão completa divulgada no dia seguinte. "Mean" foi a terceira e última, tendo sua prévia apresentada no dia 18 de outubro e foi liberada para compra um dia depois. Em 13 de outubro de 2011, Swift lançou a fragrância feminina "Wonderstruck", cuja inspiração para a composição e título vieram de uma das canções contidas em Speak Now: A faixa "Enchanted". Durante a coletiva de lançamento do produto, a artista deu a seguinte declaração: "Eu escrevi a frase 'I'm wonderstruck, blushing all the way home' para a canção 'Enchanted', e ela fala sobre a primeira vez em que você encontra alguém. Uma fragrância pode ajudar a formar a primeira impressão e a primeira memória de alguém sobre você. É animador saber que a 'Wonderstruck' irá criar esse tipo de memórias".

### Speak Now World Tour
Em 23 de novembro de 2010, Swift anunciou oficialmente a Speak Now World Tour; turnê mundial que teve início no dia 9 de fevereiro de 2011 em Singapura em suporte a divulgação de Speak Now. O espetáculo passou por 19 países em um total de 111 shows, tendo uma duração de pouco mais de um ano, com seu último concerto sendo realizado em Auckland, Nova Zelândia no dia 18 de março de 2012. Com um público aproximado de 1 milhão e meio de pessoas, a Speak Now World Tour arrecadou cerca de 123.7 milhões de dólares e vendeu 1.6 milhões de ingressos, chegando à casa dos 100 milhões após 89 shows. Durante o espetáculo, Swift interpretou 14 das 17 canções contidas em Speak Now, sendo elas "Mine", "Sparks Fly", "Back to December", "Speak Now", "Dear John", "Mean", "The Story of Us", "Enchanted", "Better Than Revenge", "Haunted", "Last Kiss", "Long Live", "Ours" e "Superman". Durante as apresentações realizadas dos dias 9 e 10 de agosto de 2011 na cidade de Illinois, Chicago foi gravado o primeiro álbum ao vivo da cantora, o Speak Now: World Tour Live. O material foi lançado em CD, DVD e Blu-Ray no dia 21 de novembro do mesmo ano.

## Impacto

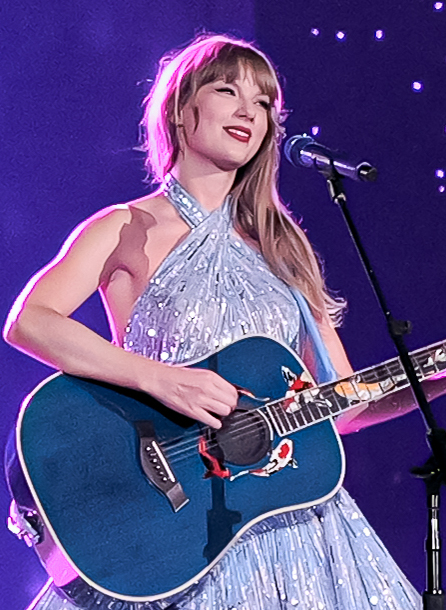
Swift durante a etapa Speak Now na The Eras Tour (2023).

No ano de 2019, em uma matéria de capa da Rolling Stone, Swift revelou que escreveu Speak Now sozinha como uma reação às dúvidas de seus detratores sobre sua capacidade de composição. Para alguns críticos especializados e acadêmicos, Speak Now, escrito por ela sozinha, é um disco que solidificou a composição e a arte de Swift com suas observações diferenciadas e canções confessionais sobre a juventude e o confronto com seus detratores. Muitos o consideraram uma base sólida para a evolução consistente da composição da artista em álbuns subsequentes. Para o professor de comunicação Myles McNutt, o álbum estabeleceu as credenciais de Swift para reivindicar a autoria de sua música e carreira, ao contrário de outros artistas sendo mercantilizados por suas gravadoras. Seu sucesso comercial contribuiu para sua fama como uma estrela pop que transcendeu sua autoidentidade como uma artista de música country. Sam Sodomsky, da Pitchfork, ao analisar a obra retrospectivamente, afirmou que sua identidade country serviu como um indicador de sua composição autobiográfica, em vez de definir seu estilo musical.
Alguns comentaristas refletiram sobre Speak Now no contexto da fama de Swift: eles viam as músicas inspiradas pela experiência pública da cantora — incluindo relacionamentos românticos de curta duração e o incidente do MTV Awards de 2009 — como um precedente para suas narrativas confessionais de álbuns subsequentes, que receberam ampla atenção da mídia. De acordo com a professora de estudos de gênero Adriane Brown, as faixas sobre romance idealizado e sua imagem inocente de "boa menina" a fizeram se destacar em uma corrente contemporânea de artistas femininas pop sexualizadas. Brown comentou que a relutância de Swift em discutir abertamente sexo e a tendência de criticar mulheres que "se prostituem", como na letra de "Better than Revenge", eram problemáticas. Escrevendo para a Vulture, Maura Johnston observou que, embora as músicas sobre a experiência pública de Swift fossem erradas, elas re-sugeriam em Reputation (201), que explora a imagem pública da cantora e o confronto com seus detratores.
Em novembro de 2020, após uma disputa sobre a propriedade das masters de seu catálogo anterior, Swift começou a regravar seus primeiros seis álbuns de estúdio. O primeiro deles foi Fearless (Taylor's Version), lançado em 9 de abril de 2021, seguido por Red (Taylor's Version) em 12 de novembro. Em 5 de maio de 2023, no primeiro show da The Eras Tour em Nashville, a cantora anunciou Speak Now (Taylor's Version) e sua data de lançamento para 7 de julho; o material regravado consiste em todas as quatorze canções da edição padrão e as faixas deluxe "Ours" e "Superman". Após o lançamento de Speak Now (Taylor's Version), o álbum original atingiu novos picos nas paradas musicais da Suíça (número um), Áustria (número um), Alemanha (número dois), enquanto a regravação recebeu 126 milhões de reproduções, o que o converteu no álbum country com mais streams em um único dia na história do Spotify.

## Equipe e colaboradores
Lista-se abaixo os profissionais envolvidos na elaboração de Speak Now, de acordo com o encarte do álbum e dados do website AllMusic.
Músicos e funcionários
| - Vocais: Taylor Swift - Vocais de apoio: Taylor Swift, Nathan Chapman, Caitlin Evanson, Liz Huett - Guitarra: Nathan Chapman, Grant Mickelson, Paul Sidoti, Mike Meadows - Guitarra 12 cordas: Nathan Chapman - Guitarra havaiana: Smith Curry - Violão: Taylor Swift, Nathan Chapman, Bryan Sutton - Banjo: Nathan Chapman - Baixo: Nathan Chapman, Tim Marks, Tommy Sims, Amos Heller - Bandolim: Nathan Chapman - Fiddle: Rob Hajacos - Piano: Nathan Chapman, Tim Lauer - Piano Rhodes: Nathan Chapman - Bateria: Nick Buda, Shannon Forrest, John Gardner - Percussão: Eric Darken, Al Wilson - Órgão: Nathan Chapman - Órgão Hammond B3: Tim Lauer - Palmas: Taylor Swift, Nathan Chapman, Al Wilson, Mike Meadows | - Sintetizador: Nathan Chapman - Programação: Nathan Chapman - Produção: Scott Borchetta (exec.), Nathan Chapman, Taylor Swift - Gravação: Chad Carlson, Justin Niebank, Chuck Ainlay, Steve Marcantonio - Gravação adicional: Chad Carlson, Todd Tidwell, Drew Bollman, Steve Marcantonio, Lowell Reynolds, Jeremy Hunter - Assistência de engenharia: Mark Petaccia, Todd Tidwell, John Netti, David Bryant, Tristan Brock-Jones, Mike Rooney, Seth Morton, Drew Bollman - Engenharia adicional: Nathan Chapman, Jed Hackett, Brian David Willis, Joel Quillen - Mixagem: Justin Niebank - Assistência de mixagem: Drew Bollman, Matt Rausch, Steve Blackmon - Masterização: Hank Williams - Coordenação de produção: Jason Campbell - Assistência de produção: Emily Mueller - Cordas (Presente em "Enchanted"): Chris Carmichael - Orquestra (Presente em "Back to December" e "Haunted"): Paul Buckmaster, Suzy Katayama |

Embalagem
| - Direção de arte: Taylor Swift - Fotografia: Joseph Anthony Baker - Design e ilustração: Bethany & Josh Newman - Maquiagem: Lorrie Turk - Cabelo: Jemma Muradian - Estilista: Joseph Cassell - Figurino: Aubrey Hyde - Fotografia da turnê: Austin K. Swift - Estúdio de design: ST8MNT - Coordenação e suporte de produção: Big Machine Records Team, 13 Management Team | Gravação - Origina: Blackbird Studios, Aimeeland Studio e Starstruck Studios. Cidade de Nashville, Tennessee - Adicional: Blackbird Studios, Aimeeland Studio, Starstruck Studios, Pain In The Art Studio, Stonehurst Studio e Capitol Studios. Cidades de Nashville, Tennessee; Bowling Green, Kentucky e Hollywood, Califórnia - Mixagem: Blackbird Studios. Cidade de Nashville, Tennessee - Masterização: MasterMix. Cidade de Nashville, Tennessee |

## Alinhamento de faixas
A lista de faixas oficial do álbum foi divulgada no dia 22 de setembro de 2010 através do website oficial de Swift.
| Edição padrão  |                       |         |  |
| N.º            | Título                | Duração |  |
| 1.             | "Mine"                | 3:50    |  |
| 2.             | "Sparks Fly"          | 4:20    |  |
| 3.             | "Back to December"    | 4:53    |  |
| 4.             | "Speak Now"           | 4:00    |  |
| 5.             | "Dear John"           | 6:43    |  |
| 6.             | "Mean"                | 3:57    |  |
| 7.             | "The Story of Us"     | 4:25    |  |
| 8.             | "Never Grow Up"       | 4:50    |  |
| 9.             | "Enchanted"           | 5:52    |  |
| 10.            | "Better than Revenge" | 3:37    |  |
| 11.            | "Innocent"            | 5:02    |  |
| 12.            | "Haunted"             | 4:02    |  |
| 13.            | "Last Kiss"           | 6:07    |  |
| 14.            | "Long Live"           | 5:17    |  |
| Duração total: | Duração total:        | 67:02   |  |

| Speak Now —Edição com faixa bônus do iTunes |                           |         |  |
| N.º                                         | Título                    | Duração |  |
| 15.                                         | "Mine" (Versão "Pop Mix") | 3:51    |  |
| Duração total:                              | Duração total:            | 70:53   |  |

| Speak Now —Edição deluxe (disco bônus) |                                      |                      |         |  |
| N.º                                    | Título                               | Compositor(es)       | Duração |  |
| 1.                                     | "Ours"                               |                      | 3:59    |  |
| 2.                                     | "If This Was a Movie"                | Swift Martin Johnson | 3:56    |  |
| 3.                                     | "Superman"                           |                      | 4:37    |  |
| 4.                                     | "Back to December" (Versão acústica) |                      | 4:52    |  |
| 5.                                     | "Haunted" (Versão acústica)          |                      | 3:39    |  |
| 6.                                     | "Mine" (Versão "Pop Mix")            |                      | 3:50    |  |
| 7.                                     | "Mine" (Bastidores do videoclipe)    |                      | 20:32   |  |
| 8.                                     | "Mine" (Videoclipe)                  |                      | 3:56    |  |
| Duração total:                         | Duração total:                       | Duração total:       | 46:18   |  |

| Speak Now —Edição deluxe internacional (disco bônus) |                                       |                |         |  |
| N.º                                                  | Título                                | Compositor(es) | Duração |  |
| 1.                                                   | "Ours"                                |                | 3:58    |  |
| 2.                                                   | "If This Was a Movie"                 | Swift, Johnson | 3:54    |  |
| 3.                                                   | "Superman"                            |                | 4:36    |  |
| 4.                                                   | "Back to December" (Versão acústica)  |                | 4:52    |  |
| 5.                                                   | "Haunted" (Versão acústica)           |                | 3:37    |  |
| 6.                                                   | "Mine" (Versão EUA)                   |                | 3:50    |  |
| 7.                                                   | "Back to December" (Versão EUA)       |                | 4:53    |  |
| 8.                                                   | "The Story of Us" (Versão EUA)        |                | 4:26    |  |
| 9.                                                   | "Mine" (Bastidores do videoclipe)     |                | 20:32   |  |
| 10.                                                  | "Mine" (Videoclipe: Versão "Pop Mix") |                | 3:56    |  |
| Duração total:                                       | Duração total:                        | Duração total: | 58:47   |  |

Notas
- As versões internacionais do álbum (lançadas fora dos Estados Unidos) apresentam versões pop alternativas das faixas "Mine", "Back to December" e "The Story of Us" na edição padrão;[176][124][177]
- No encarte do álbum, algumas letras foram propositalmente escritas com fonte maiúscula, no intuito de formar mensagens secretas referentes a cada uma das canções.[172]

## Desempenho comercial

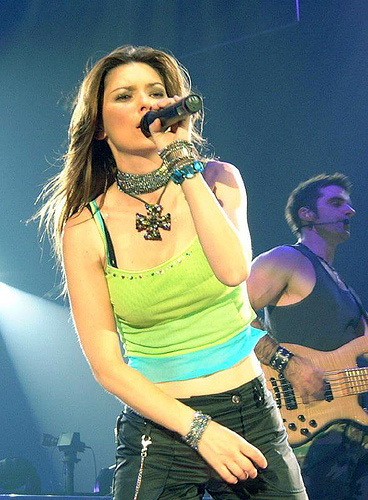
Ao vender 1 milhão e 47 mil unidades em sua semana de estreia, Speak Now quebrou o recorde de álbum country por um ato feminino com a maior semana de vendas da história, detido anteriormente por Shania Twain (foto) com Up! (2002).

Antes do lançamento de Speak Now, a Big Machine enviou dois milhões de exemplares do álbum para lojas nos Estados Unidos. Na semana que terminou em 13 de novembro de 2010, debutou na colocação máxima da Billboard 200, graças as vendas de 1 milhão e 47 mil unidades em sua primeira semana. Com essa quantia, Speak Now obteve a maior semana de vendas da história para um disco country de uma artista feminina, superando Up! (2002), da canadense Shania Twain, e se tornou o primeiro álbum desde Tha Carter III (2008), de Lil Wayne, a vender mais de um milhão de unidades em sua semana de lançamento. Na edição seguinte, manteve-se na liderança da parada; com 320 mil exemplares comercializados e apresentando uma queda de 69% nas vendagens em relação a semana anterior. Nas atualizações seguintes, o disco caiu do primeiro lugar e oscilou entre as 10 primeiras posições da Billboard 200, retornando ao topo da tabela em sua oitava semana, com 245 mil vendas. Permaneceu no topo da lista durante seis semanas não-consecutivas, comercializado cerca de 4 milhões e 200 mil cópias até outubro de 2012. Esse foi o o terceiro lançamento de Swift que conseguiu atingir esta quantia no país, tornando-a a única artista a obter esse feito em uma mesma década. Mais tarde, recebeu seis certificados de platina, cuja emissão foi feita pela Recording Industry Association of America (RIAA), denotando 6 milhões de réplicas vendidas no país.
No Canadá, atingiu a 1.ª posição da Canadian Albums Chart ao vender mais de 62 mil cópias em seu 7 primeiros dias, sendo este o segundo valor mais alto registrado em uma mesma semana do ano de 2010. Alguns meses após o lançamento, o álbum já havia acumulando um total de 240 mil exemplares comercializados em território canadense, que forma suficientes para certifica-lo com um disco triplo de platina emitido pela Music Canada. No Reino Unido, Japão e Irlanda estreou no 6.º lugar da UK Albums Chart, da Oricon e da IRMA Albums Chart, respectivamente. No Reino Unido, vendeu 28 mil e 223 cópias na semana de lançamento e semanas depois obteve um disco de platina da British Phonographic Industry (BPI) por compras superiores a 300 mil unidades. Um disco de ouro foi emitido no Japão e na Irlanda, através da Recording Industry Association of Japan (RIAJ) e da Irish Recorded Music Association (IRMA), cujas premiações indicaram um total superior a 100 mil e a 15 mil cópias vendidas em cada um dos territórios.
O trabalho fez sua estreia no topo da tabela australiana e acumulou um total de vendas superior a 140 mil unidades, suficientes para assegurar-lhe um certificado duplo de platina emitido pela Australian Recording Industry Association (ARIA). Na Nova Zelândia foi adquirido mais de 45 mil vezes e foi premiado com três platinas pela Recording Industry Association of New Zealand (RIANZ). Speak Now também fez entradas no top 10 de outros diversos países, como Espanha, México, Noruega e Taiwan. Em países como  Alemanha, França e Itália fez entradas e posições de pico dentro do top 40 nacional. No continente asiático, além de ter sido premiado no Japão, o disco também obteve certificados de platina nas Filipinas, assim como de ouro em Hong Kong. Em nível mundial, Speak Now vendeu mais de 5 milhões de cópias, tornando-se um dos lançamentos mais comercializados ao longo de toda a carreira de Swift.
| País — Tabela musical (2010–11)                 | Posição de pico |
| ----------------------------------------------- | --------------- |
| Alemanha (GfK Entertainment Charts)             | 15              |
| Austrália (ARIA Charts)                         | 1               |
| Austrália (ARIA Country Charts)                 | 1               |
| Áustria (Ö3 Austria Top 40)                     | 16              |
| Bélgica (Ultratop 50 de Flandres)               | 18              |
| Bélgica (Ultratop 40 de Valônia)                | 45              |
| Canadá (Canadian Albums Chart)                  | 1               |
| Coreia do Sul (Gaon Albums Chart)               | 28              |
| Coreia do Sul (Gaon International Albums Chart) | 3               |
| Dinamarca (Hitlisten)                           | 26              |
| Escócia (OCC)                                   | 5               |
| Espanha (PROMUSICAE)                            | 10              |
| Estados Unidos (Billboard 200)                  | 1               |
| Estados Unidos (Top Catalog Albums)             | 2               |
| Estados Unidos (Country Albums)                 | 1               |
| França (SNEP)                                   | 39              |
| Grécia (IFPI Grécia)                            | 17              |
| Irlanda (IRMA)                                  | 6               |
| Itália (FIMI)                                   | 18              |
| Japão (Oricon)                                  | 6               |
| México (AMPROFON)                               | 8               |
| Noruega (VG-lista)                              | 4               |
| Nova Zelândia (Recorded Music NZ)               | 1               |
| Países Baixos (Dutch Charts)                    | 17              |
| Reino Unido (UK Albums Chart)                   | 6               |
| Suécia (Sverigetopplistan)                      | 18              |
| Suíça (Schweizer Hitparade)                     | 17              |

| País — Tabela musical (2010–19)     | Posição |
| ----------------------------------- | ------- |
| Austrália (ARIA Charts)             | 39      |
| Estados Unidos (Billboard 200)      | 50      |
| Estados Unidos (Top Country Albums) | 17      |

| País — Tabela musical                     | Posição |
| ----------------------------------------- | ------- |
| Estados Unidos (Billboard 200) (Mulheres) | 66      |
| Estados Unidos (Top Country Albums)       | 73      |

| País — Tabela musical (2010)        | Posição |
| ----------------------------------- | ------- |
| Austrália (ARIA Charts)             | 15      |
| Austrália (ARIA Country Albums)     | 1       |
| Estados Unidos (Billboard 200)      | 9       |
| Estados Unidos (Country Albums)     | 3       |
| Nova Zelândia (Recorded Music NZ)   | 15      |
| País — Tabela musical (2011)        | Posição |
| Austrália (ARIA Charts)             | 51      |
| Austrália (ARIA Country Charts)     | 2       |
| Canadá (Canadian Albums Chart)      | 9       |
| China (Sina Western Albums Chart)   | 2       |
| Estados Unidos (Billboard 200)      | 2       |
| Estados Unidos (Country Albums)     | 1       |
| Japão (Japan Albums Chart)          | 85      |
| Nova Zelândia (Recorded Music NZ)   | 34      |
| País — Tabela musical (2012)        | Posição |
| Austrália (ARIA Charts)             | 10      |
| Estados Unidos (Billboard 200)      | 45      |
| Estados Unidos (Country Albums)     | 18      |
| País — Tabela musical (2021)        | Posição |
| Estados Unidos (Top Country Albums) | 34      |
| Estados Unidos (Independent Albums) | 50      |
| País — Tabela musical (2022)        | Posição |
| Estados Unidos (Independent Albums) | 19      |
| Estados Unidos (Top Country Albums) | 15      |
| País — Tabela musical (2023)        | Posição |
| Alemanha (GfK Entertainment Charts) | 32      |
| Áustria (Ö3 Austria Top 40)         | 42      |
| Estados Unidos (Billboard 200)      | 115     |
| Estados Unidos (Independent Albums) | 14      |
| Estados Unidos (Top Country Albums) | 18      |
| Suíça (Schweizer Hitparade)         | 63      |

| Região | Certificação | Vendas     |
| --- | ------------ | ---------- |
| Alemanha (BVMI) | Ouro         | 100 000‡   |
| Austrália (ARIA) | 2× Platina   | 150 000‡   |
| Áustria (IFPI Áustria) | Ouro         | 10 000‡    |
| Brasil (Pro-Música Brasil) | Ouro         | 20 000*    |
| Canadá (Music Canada) | 3× Platina   | 240 000^   |
| Filipinas (PARI) | Platina      | 15 000*    |
| Estados Unidos (RIAA) | 6× Platina   | 6 000 000‡ |
| Hong Kong (IFPI Hong Kong) | Ouro         | —          |
| Irlanda (IRMA) | Ouro         | 15 000^    |
| Japão (RIAJ) | Ouro         | 100 000^   |
| Noruega (IFPI Noruega) | Ouro         | 15 000*    |
| Nova Zelândia (RIANZ) | 3× Platina   | 45 000‡    |
| Reino Unido (BPI) | Platina      | 300 000‡   |
| Singapura (RIAS) | Platina      | 10 000‡    |
| Suíça (IFPI Suíça) | Ouro         | 15 000‡    |
| *números de vendas baseados somente na certificação ^distribuições baseadas apenas na certificação ‡vendas+valores de streaming baseados somente na certificação |              |            |

## Histórico de lançamento
| País            | Data                   | Gravadora       | Edição          |
| --------------- | ---------------------- | --------------- | --------------- |
| Canadá          | 25 de outubro de 2010  | Open Road       | Padrão e deluxe |
| Estados Unidos  | 25 de outubro de 2010  | Big Machine     | Padrão e deluxe |
| França          | 25 de outubro de 2010  | Mercury         | Padrão e deluxe |
| Irlanda         | 25 de outubro de 2010  | Big Machine     | Padrão e deluxe |
| México          | 25 de outubro de 2010  | Universal Music | Padrão e deluxe |
| Portugal        | 25 de outubro de 2010  | Universal Music | Padrão e deluxe |
| Reino Unido     | 25 de outubro de 2010  | Mercury         | Padrão e deluxe |
| Espanha         | 26 de outubro de 2010  | Universal Music | Padrão e deluxe |
| Índia           | 26 de outubro de 2010  | Universal Music | Padrão e deluxe |
| Itália          | 26 de outubro de 2010  | Mercury         | Padrão e deluxe |
| Dinamarca       | 27 de outubro de 2010  | Universal Music | Padrão e deluxe |
| Finlândia       | 27 de outubro de 2010  | Universal Music | Padrão e deluxe |
| Noruega         | 27 de outubro de 2010  | Universal Music | Padrão e deluxe |
| Suécia          | 27 de outubro de 2010  | Universal Music | Padrão e deluxe |
| África do Sul   | 29 de outubro de 2010  | Universal Music | Padrão e deluxe |
| Alemanha        | 29 de outubro de 2010  | Universal Music | Padrão e deluxe |
| Austrália       | 29 de outubro de 2010  | Big Machine     | Padrão e deluxe |
| Áustria         | 29 de outubro de 2010  | Universal Music | Padrão e deluxe |
| Bélgica         | 29 de outubro de 2010  | Universal Music | Padrão e deluxe |
| Hungria         | 29 de outubro de 2010  | Universal Music | Padrão e deluxe |
| Nova Zelândia   | 29 de outubro de 2010  | Universal Music | Padrão e deluxe |
| Países Baixos   | 29 de outubro de 2010  | Universal Music | Padrão e deluxe |
| República Checa | 29 de outubro de 2010  | Universal Music | Padrão e deluxe |
| Taiwan          | 29 de outubro de 2010  | Universal Music | Padrão          |
| Taiwan          | 5 de novembro de 2010  | Universal Music | Deluxe          |
| Japão           | 10 de novembro de 2010 | Universal Music | Padrão e deluxe |
| Grécia          | 12 de novembro de 2010 | Universal Music | Padrão e deluxe |
| Brasil          | 23 de novembro de 2010 | Universal Music | Padrão e deluxe |